# Bleke veldtrechterzwam
De bleke veldtrechterzwam (Clitocybe agrestis) is een schimmel die behoort tot het geslacht Clitocybe.
De zwam groeit op graslanden en langs wegen. De soort is in 1969 beschreven door de Finse mycoloog Harri Harmaja. Het vruchtlichaam is giftig, omdat er muscarine in zit.

## Kenmerken

### Uiterlijke kenmerken
Hoed
De hoed heeft een diameter van 2 tot 6 cm. De hoed is trechtervormig, beige, met een doorschijnende gestreepte rand.
Lamellen
De wittige lamellen staan dicht bij elkaar en zijn wat aflopend. 
Steel
De steel heeft gelijke kleur als de hoed en wordt wat smaller onderaan de steel.
Geur
De zwam heeft een zwak zoetige geur.
Sporenprint
De sporenprint is crème tot vleeskleurig. 

### Microscopische kenmerken
De sporen zijn breed ellipsoïde of ellipsoïde, soms met guttules en meten 4-6 × 2,5-4 µm. De basidia hebben met vier sporen.

## Verspreiding
De zwam is wijdverspreid in Europa. In Nederland komt hij zeer algemeen voor in de maanden september tot november. 